# رنح مخيخي المنشأ
الرنح المُخيخي (بالإنجليزية: Cerebellar ataxia) هو شكل من أشكال الرنح منشؤها في المخيخ
وهو عدم الاتزان والترنح ذات اليمين وذات الشمال نتيجة لتعرض المخيخ لآفة من أي نوع.

## أسبابه
الرنح المخيخي إما أن يكون وراثيا أو مكتسبا.
أولا الرنح المخيخي الوراثي:
يوجد عدة أنماط من الرنح المخيخي الوراثي أهمها:
- رنح «فريدريخ»: وينسب إلى الطبيب الألماني «نيكولوس فريدريخ» (1825-1882) ويبدأ تدريجيا بين الخامسة والخامسة عشرة من العمر.
- رنح «ماري»: منسوب إلى طبيب الاعصاب الفرنسي «بيير ماري» (1853-1940)ويبدأ في العقد الثاني أو الثالث من العمر.